# Zvenyhorodka
Zvenyhorodka (ukrainska: Звенигородка uttal (fil); tidigare även: ryska: Звенигородка: Zvenigorodka) är en stad med cirka 18 000 invånare i Tjerkasy oblast i centrala Ukraina. Staden är administrativt centrum i Zvenyhorodka rajon.

## Kända personer från Zvenyhorodka
- David Günzburg
- Horace Günzburg